# Klaus Koschorke
Klaus Koschorke (* 13. April 1948 in Wuppertal) ist ein deutscher evangelischer Kirchenhistoriker und war von 1993 bis 2013 Professor für Ältere und Weltweite Kirchengeschichte an der Ludwig-Maximilians-Universität München.

## Leben und akademischer Werdegang
Klaus Koschorke studierte von 1967 bis 1973 Evangelische Theologie und Nebenfächer in Berlin, Heidelberg, Edinburgh, Tübingen und Heidelberg und promovierte 1976 in Heidelberg mit einer Studie über die neugefundenen koptisch-gnostischen Schriften von Nag Hammadi. Er war wissenschaftlicher Assistent an der Universität Heidelberg sowie Oberassistent an der Universität Bern, wo er sich 1991 mit einer Arbeit über die griechische Ekklesiologie des 4. Jahrhunderts (Basilius von Caesarea) habilitierte. Zugleich nahm er Gastdozenturen und Lehraufträge in der Schweiz und in Asien (vor allem Sri Lanka 1982/83) wahr.
1993 wurde er als Nachfolger von Georg Kretschmar an die Universität München berufen. Hier baute er den Lehrstuhl – neben der Bearbeitung patristischer Themen – zu einem Zentrum der Erforschung der außereuropäischen und globalen Christentumsgeschichte auf. Er entwickelte das Konzept einer polyzentrischen Christentumsgeschichte, das nicht nur der konfessionellen, sondern auch der geographisch-kulturellen Pluralität des Weltchristentums gerecht zu werden sucht und der Vielfalt regionaler Entwicklungen und transkontinentaler Interaktionen besondere Beachtung widmet.
Koschorke war von 2003 bis 2005 Dekan der Fakultät für Evangelische Theologie an der Universität München. Regelmäßige Forschungsaufenthalte und Vorlesungsreisen führten ihn nach Asien, Afrika und Lateinamerika. Er gründete und entwickelte die München-Freising-Konferenzen als internationale Plattform eines interdisziplinären Austauschs und als Instrument der Weiterentwicklung der neuen historischen Unterdisziplin „History of World Christianity“. Koschorke wurde 2010 zum Gastprofessor an der Liverpool Hope University (UK) und an der Universität Basel (Schweiz, 2014–2018) ernannt und war als Gastdozent tätig in Sri Lanka (seit 1982), Indien (Madurai), China (Shanghai, Beijing, Hangzhou), Japan (Tokyo, Kyoto), Korea (Seoul), Myanmar (Mandalay), Singapore, Pakistan (Lahore), Südafrika (Pretoria) sowie Uganda und hat wiederholt Vorlesungen in Brasilien und in den USA gehalten. Aktuelle Forschungsprojekte befassen sich mit dem breiten Spektrum (westlicher wie nicht-westlicher) „Christlicher Internationalismen um 1910“. Im Jahr 2020 wurde Koschorke zum Senior Fellow an der neugegründeten DFG-Kollegforschungsgruppe „Polyzentrik und Pluralität vormoderner Christentümer“ an der Johann-Wolfgang-Goethe Universität Frankfurt a. M. (FB Geschichte) ernannt. Im März 2025 wurde Koschorke in Princeton der „Lifetime Achievement Award of Excellence“ des Princeton Theological Seminary für seine Forschungen zur Entwicklung der World Christianity Studies verliehen.
Der wissenschaftliche Zugang zur Geschichte des Weltchristentums, der von Koschorke und einigen seiner Kollegen in München entwickelt wurde, ist jüngst als „Munich School of World Christianity“ bezeichnet worden. Er kann durch den Verweis auf drei leitende Prinzipien charakterisiert werden: (1) die Notwendigkeit neuer und erweiterter Landkarten der globalen Christentumsgeschichte, die ein vergleichendes Studium der unterschiedlichen konfessionellen, kulturellen und regionalen Ausdrucksformen des Christentums ermöglichen; (2) die Wahrnehmung „polyzentrischer Strukturen“ in der Geschichte des Weltchristentums – und zwar nicht erst in der jüngeren Vergangenheit seit 1945, sondern von seinen Anfängen an; und (3) den Fokus auf transregionalen Verbindungen zwischen christlichen Gruppen und Bewegungen in unterschiedlichen Regionen und Kontexten sowie das resultierende Konzept einer Globalgeschichte des Christentums als einer Geschichte multidirektionaler transkontinentaler Interaktionen, unter Berücksichtigung früher Beispiele von Süd-Süd-Verbindungen.

## Herausgeberschaften (Auswahl)
- Studien zur Außereuropäischen Christentumsgeschichte (Asien, Afrika, Lateinamerika). (Studies in the History of Christianity in the Non-Western World (Asia, Africa, Latin America)). Vandenhoeck und Ruprecht, Göttingen 1998 ff.; Harrassowitz, Wiesbaden 2002 ff. (zusammen mit Johannes Meier)
- Studien zur Interkulturellen Geschichte des Christentums. (= Studies in the Intercultural History of Christianity / Études d’histoire interculturelle du Christianisme). P. Lang, Frankfurt am Main / Bern / New York u. a. 1999ff.
- Jahrbuch für vergleichende Überseegeschichte. (Forschungsstiftung für vergleichende europäische Überseegeschichte). Harrassowitz, Wiesbaden 2000ff.
- The Journal of World Christianity. (Member of the Editorial Board, Open-Access Journal, journalofworldchristianity.org, 2008 ff.).
- Religion in Past and Present. Brill, Leiden 2006ff.
- Dokumente zur Außereuropäischen Christentumsgeschichte (Asien, Afrika, Lateinamerika). (= Documents on the History of Christianity in Asia, Africa, Latin America). Harrassowitz, Wiesbaden 2010ff.

## Schriften (Auswahl)
- (mit Ciprian Burlăcioiu, Philipp Kuster) Early South-South Links in the History of World Christianity (16th – Early 19th Century) (Studien zur Außereuropäischen Christentumsgeschichte. Asien, Afrika, Lateinamerika / Studies in the History of Christianity in the Non-Western World. Vol. 38). Harrassowitz, Wiesbaden 2024, ISBN 978-3-447-12224-5.
- A Short History of Christianity beyond the West. Asia, Africa, and Latin America 1450-2000 (Theology and Mission in World Christianity. Vol. 31). Brill, Leiden 2024, ISBN 978-90-04-69982-3.
- Grundzüge der Außereuropäischen Christentumsgeschichte. Asien, Afrika und Lateinamerika 1450-2000 (UTB Band 5934). MohrSiebeck, Tübingen 2022, ISBN 978-3-8252-5934-1.
- „Owned and Conducted entirely by the Native Christian Community“. Der „Christian Patriot“ und die indigen-christliche Presse im kolonialen Indien um 1900 (Studies in the History of Christianity in the Non-Western World. Vol. 34). Harrassowitz, Wiesbaden 2019, ISBN 978-3-447-11274-1.
- (mit Adrian Hermann, Frieder Ludwig, Ciprian Burlacioiu) „To give publicity to our thoughts“. Journale asiatischer und afrikanischer Christen um 1900 und die Entstehung einer transregionalen indigen-christlichen Öffentlichkeit / “To give publicity to our thoughts”. Journals of Asian and African Christians around 1900 and the Making of a Transregional Indigenous Christian Public Sphere (Studies in the History of Christianity in the Non-Western World. Vol. 31). Harrassowitz, Wiesbaden 2018, ISBN 978-3-447-11112-6.
- Transcontinental Links, Enlarged Maps, and Polycentric Structures in the History of World Christianity. In: Journal of World Christianity, 6/1, 2016, S. 28–56.
- (mit Adrian Hermann, Ciprian Burlacioiu, Phuti Mogase) Discourses of Indigenous-Christian Elites in Colonial Societies in Asia and Africa around 1900. A Documentary Sourcebook from Selected Journals. (Documents on the History of Christianity in Asia, Africa and Latin America. Vol. 4) Harrassowitz, Wiesbaden 2016, ISBN 978-3-447-10578-1.
- (mit Adrian Hermann) Polycentric Structures in the History of World Christianity / Polyzentrische Strukturen in der Geschichte des Weltchristentums. (Studies in the History of Christianity in the Non-Western World. Vol. 25). Harrassowitz, Wiesbaden 2014, ISBN 978-3-447-10258-2.
- Etappen der Globalisierung in christentumsgeschichtlicher Perspektive. / Phases of Globalization in the History of Christianity. (Studies in the History of Christianity in the Non-Western World. Vol. 19). Harrassowitz, Wiesbaden 2012, ISBN 978-3-447-06672-3.
- The Dutch Reformed Church in Colonial Ceylon (18th Century). Minutes of the Consistory of the Dutch Reformed Church in Colombo held at the Wolvendaal Church, Colombo (1735–1797) (Documents on the History of Christianity in Asia, Africa and Latin America. Vol. 2). Wiesbaden 2011, ISBN 978-3-447-06546-7.
- Außereuropäische Christentumsgeschichte (Asien, Afrika, Lateinamerika) 1450–1990. Hrsg. zus. mit F. Ludwig und Mariano Delgado (Kirchen- und Theologiegeschichte in Quellen Bd. VI). 4. Auflage. Neukirchen 2012.
  - Spanische Ausgabe: Historia del cristianismo en sus fuentes. Asia, África y América Latina [1450–1990] Editorial Trotta, Madrid 2012, ISBN 978-84-9879-252-2.
  - Englische Ausgabe: A History of Christianity in Asia, Africa, and Latin America, 1450–1990. A Documentary Sourcebook. Eerdmans, Grand Rapids 2007, ISBN 978-0-8028-2889-7.
- Das Jahr 1989/90 in der Geschichte des Weltchristentums. In: ders. (Hrsg.): Falling Walls. The Year 1989/90 as a Turning Point in the History of World Christianity. / Einstürzende Mauern. Das Jahr 1989/90 als Epochenjahr in der Geschichte des Weltchristentums. (Studies in the History of Christianity in the Non-Western World. Vol. 15). Harrassowitz, Wiesbaden 2009, ISBN 978-3-447-05995-4, S. 9–30.
- Transkontinentale Beziehungen in der Geschichte des Außereuropäischen Christentums / Transcontinental Links in the History of Non-Western Christianity. (Studien zur Außereuropäischen Christentumsgeschichte [Asien, Afrika, Lateinamerika] / Studies in the History of Christianity in the Non-Western World Bd. 6). Harrassowitz, Wiesbaden 2002.
- „Christen und Gewürze“. Konfrontation und Interaktion kolonialer und indigener Christentumsvarianten. (Studien zur Außereuropäischen Christentumsgeschichte [Asien, Afrika, Lateinamerika] / Studies in the History of Christianity in the Non-Western World Bd. 1). Vandenhoeck und Ruprecht, Göttingen 1998.
- Spuren der alten Liebe. Studien zum Kirchenbegriff des Basilius von Caesarea. (Paradosis Bd. 32). Freiburg/Schweiz 1991.
- Die Polemik der Gnostiker gegen das kirchliche Christentum. Unter besonderer Berücksichtigung der Nag-Hammadi-Traktate „Apokalypse des Petrus“ (NHC VII,3) und „Testimonium Veritatis“ (NHC IX,3). (Nag Hammadi Studies XII), Leiden 1978.
- Hippolyt’s Ketzerbekämpfung und Polemik gegen die Gnostiker. Eine tendenzkritische Untersuchung seiner „Refutatio omnium haeresium“. (Göttinger Orientforschungen VI/4), Wiesbaden 1975.